# Pseudocyclosorus guangxiensis
Pseudocyclosorus guangxiensis är en kärrbräkenväxtart som beskrevs av Y. X. Lin. Pseudocyclosorus guangxiensis ingår i släktet Pseudocyclosorus och familjen Thelypteridaceae. Inga underarter finns listade.